# Гредиц
Гредиц (њем. Gröditz) град је у њемачкој савезној држави Саксонија. Једно је од 34 општинска средишта округа Мајсен. Према процјени из 2010. у граду је живјело 7.366 становника. Посједује регионалну шифру (AGS) 14627050.

## Географски и демографски подаци
Гредиц се налази у савезној држави Саксонија у округу Мајсен. Град се налази на надморској висини од 95 метара. Површина општине износи 8,4 km². У самом граду је, према процјени из 2010. године, живјело 7.366 становника. Просјечна густина становништва износи 874 становника/km².

## Међународна сарадња
| Мјесто | Држава    | Врста сарадње | Од    |
| ------ | --------- | ------------- | ----- |
|        | Француска | партнерство   | 1967. |
|        | Пољска    | партнерство   | 2003. |
| Извор  |           |               |       |